# Sarja Football Club
El Club de Deportes y Cultura de Sharjah (en inglés: Sharjah Cultural Sports Club; en árabe: نادي الشارقة الرياضي الثقافي), conocido también como Sharjah FC o Sarja FC, es un club de fútbol de Sharjah (Emiratos Árabes Unidos). Fue fundado en 1966 y juega en la UAE Pro League.

## Historia
El equipo fue fundado en 1966 con el nombre de Al-Orouba Club como un club polideportivo. En 1974 se fusionó con el Al-Khaleej, y en 1978 pasó a denominarse Club de Deportes y Cultura de Sharjah, su nombre actual.
El equipo fue el primer ganador de la Primera División de los Emiratos Árabes Unidos (1974). Ha ganado un total de cinco Ligas y ocho Copas. Es el club que más títulos de Copa posee y, a raíz de esto, los aficionados apodaron al equipo El Rey. 

### Sarja FC en competiciones internacionales
| Temporada | Torneo                        | Ronda            | Club              | Casa        | Visita      | Global      |
| --------- | ----------------------------- | ---------------- | ----------------- | ----------- | ----------- | ----------- |
| 1989      | Copa de Clubes de Asia        | Grupo 2          | Al-Ettifaq        | 0–1         | 0–1         | 3° lugar    |
| 1989      | Copa de Clubes de Asia        | Grupo 2          | West Riffa        | 2–0         | 2–0         | 3° lugar    |
| 1989      | Copa de Clubes de Asia        | Grupo 2          | Kazma             | 0–3         | 0–3         | 3° lugar    |
| 1989      | Copa de Clubes de Asia        | Grupo 2          | Fanja             | 4–1         | 4–1         | 3° lugar    |
| 1991/92   | Recopa de la AFC              | 1                | Dhofar Club       | 2–1         | 0–1         | 2–2 (a)     |
| 1993/94   | Copa de Clubes de Asia        | 1                | Al-Muharraq       | 1–1         | 1–2         | 2–3         |
| 1996/97   | Copa de Clubes de Asia        | 1                | Al-Nassr          | w.o.        | w.o.        | w.o.        |
| 2004      | Liga de Campeones de la AFC   | Grupo C          | Al-Shorta         | 2–0         | 3–2         | 1° Lugar    |
| 2004      | Liga de Campeones de la AFC   | Grupo C          | Al-Hilal          | 5–2         | 0–0         | 1° Lugar    |
| 2004      | Liga de Campeones de la AFC   | Grupo C          | Al-Ahli           | 3–0         | 3–0         | 1° Lugar    |
| 2004      | Liga de Campeones de la AFC   | Cuartos de final | Seongnam          | 0–0         | 0–1         | 0–1         |
| 2020      | Liga de Campeones de la AFC   | Grupo C          | Al-Taawoun        | 0–1         | 6–0         | 4° Lugar    |
| 2020      | Liga de Campeones de la AFC   | Grupo C          | Persepolis        | 2–2         | 0–4         | 4° Lugar    |
| 2020      | Liga de Campeones de la AFC   | Grupo C          | Al-Duhail         | 4–2         | 1–2         | 4° Lugar    |
| 2021      | Liga de Campeones de la AFC   | Grupo B          | Al-Quwa Al-Jawiya | 1–0         | 3–2         | 1° Lugar    |
| 2021      | Liga de Campeones de la AFC   | Grupo B          | Tractor           | 0–2         | 0–0         | 1° Lugar    |
| 2021      | Liga de Campeones de la AFC   | Grupo B          | Pakhtakor         | 4–1         | 1–1         | 1° Lugar    |
| 2021      | Liga de Campeones de la AFC   | Segunda Ronda    | Al Wahda          | 1–1 (4–5 p) | 1–1 (4–5 p) | 1–1 (4–5 p) |
| 2022      | Liga de Campeones de la AFC   | Play off         | Al-Zawraa         | 1–1 (6–5 p) | 1–1 (6–5 p) | 1–1 (6–5 p) |
| 2022      | Liga de Campeones de la AFC   | Grupo A          | Al-Hilal          | 2–2         | 1–2         | 3° Lugar    |
| 2022      | Liga de Campeones de la AFC   | Grupo A          | Al-Rayyan         | 1–1         | 1–3         | 3° Lugar    |
| 2022      | Liga de Campeones de la AFC   | Grupo A          | Istiklol          | 2–1         | 0–2         | 3° Lugar    |
| 2023/24   | Liga de Campeones de la AFC   | Preliminar       | Bashundhara Kings | 2–0         | 2–0         | 2–0         |
| 2023/24   | Liga de Campeones de la AFC   | Play off         | Tractor           | 3–1         | 3–1         | 3–1         |
| 2023/24   | Liga de Campeones de la AFC   | Grupo B          | Al-Sadd           | 0–2         | 0–0         | 3° Lugar    |
| 2023/24   | Liga de Campeones de la AFC   | Grupo B          | Al-Faisaly        | 1–0         | 1–2         | 3° Lugar    |
| 2023/24   | Liga de Campeones de la AFC   | Grupo B          | Nasaf             | 1–0         | 1–1         | 3° Lugar    |
| 2024/25   | Liga de Campeones 2 de la AFC | Grupo C          | Al-Wehdat         | 2–2         | 3–1         | 1° Lugar    |
| 2024/25   | Liga de Campeones 2 de la AFC | Grupo C          | Sepahan           | 3–1         | 1–3         | 1° Lugar    |
| 2024/25   | Liga de Campeones 2 de la AFC | Grupo C          | Istiklol          | 3–1         | 1–0         | 1° Lugar    |
| 2024/25   | Liga de Campeones 2 de la AFC | Octavos de final | Al-Hussein        | 1–0         | 0–1         | 1–1 (3–0 p) |
| 2024/25   | Liga de Campeones 2 de la AFC | Cuartos de final | Shabab Al-Ahli    | 1–1         | 1–1         | 2–2 (5–4 p) |
| 2024/25   | Liga de Campeones 2 de la AFC | Semifinales      | Al-Taawoun        | 2–0         | 0–1         | 2–1         |
| 2024/25   | Liga de Campeones 2 de la AFC | Final            | Lion City Sailors | 2–0         | 2–0         | 2–0         |

## Uniforme
- Uniforme titular: Camiseta, pantalón y medias blancas.
- Uniforme alternativo: Camiseta roja, pantalón blanco y medias blancas.

## Estadio
El Sharjah FC juega en el Estadio Sharjah. Tiene capacidad para 20.000 personas.

## Palmarés

### Torneos nacionales
- Primera División de los Emiratos Árabes Unidos (6): 1974, 1987, 1989, 1994, 1996 y 2019.
- Copa de los Emiratos Árabes Unidos (10): 1979, 1980, 1982, 1983, 1990, 1995, 1998, 2003, 2022 y 2023.
- Supercopa de los Emiratos Árabes Unidos (3): 1994, 2019 y 2022.
- Copa de Liga de los Emiratos Árabes Unidos (1): 2023.

### Torneos internacionales
- Liga de Campeones de la AFC 2 (1): 2024-25